# Oh! Orkiestra
Trwa reanimacja tego artykułu/biogramu. Pomóż go nam poprawić.
{oh!} Orkiestra, dawniej {oh!} Orkiestra historyczna – założona w 2012 roku szybko zyskując miano najlepszej orkiestry specjalizującej się w wykonawstwie historycznym w Polsce. Zespół koncertował w najważniejszych salach koncertowych, takich jak Wigmore Hall, Theater an der Wien, Tchaikovsky Concert Hall w Moskwie, Auditorium de l'Opéra de Dijon, oraz na festiwalach takich jak Bayreuth Baroque Opera Festival, Bachfest Leipzig, Händel-Festspiele w Halle, Tage Alter Musik Regensburg i Musikfestspiele Potsdam Sanssouci.
{oh!} Orkiestra wydała czternaście albumów CD z muzyką instrumentalną i operową różnych epok. Zespół nieustannie odkrywa zapomniany barokowy repertuar operowy wskrzeszając między innymi dzieła takie jak Alessandro nell’Indie Leonarda Vinci, Gismondo re di Polonia Leonarda Vinci i Il Venceslao Antonio Caldary. Rok 2022 przyniósł orkiestrze owocną współpracę z festiwalem Misteria Paschalia. {oh!} Orkiestra została zaproszona jako zespół rezydent wraz z Martyną Pastuszką jako Dyrektorem Artystycznym. Orkiestra była również zespołem rezydentem Festiwalu Opery Barokowej w Bayreuth w 2022 roku. Od 2018 roku orkiestra regularnie współpracuje z Narodowym Instytutem Fryderyka Chopina. Dzięki tej współpracy {oh!} Orkiestra otrzymała od Instytutu zaproszenie do nagrania kompletu symfonii Mozarta, a także dzieł muzyki polskiego romantyzmu.

## Dyskografia
Albumy
| Tytuł                                                    | Dane dot. albumu                                |
| -------------------------------------------------------- | ----------------------------------------------- |
| Schreyfogel, Schaffrath, Visconti                        | - Data: 14 stycznia 2016 - Wydawca: DUX         |
| Jasnogórska Muzyka Dawna vol.58                          | - Data: 17 października 2016 - Wydawca: Musicon |
| Muzyka Zamku Warszawskiego / Muzyka Mistrzów Francuskich | - Data: 14 kwietnia 2017 - Wydawca: DUX         |
| Concerto grosso – Émigré to British Isles                | - Data: 14 czerwca 2019 - Wydawca: MUSO         |